# Bolbocerosoma ritcheri
Bolbocerosoma ritcheri är en skalbaggsart som beskrevs av Henry Fuller Howden 1955. Bolbocerosoma ritcheri ingår i släktet Bolbocerosoma och familjen Bolboceratidae. Inga underarter finns listade.